# 더 페이스 (텔레비전 프로그램)
《더 페이스》는 2013부터 2014년까지 미국에서 방송된 코스메틱 브랜드 모델 선발 프로그램이다.